# Орлов Євген В'ячеславович
Євген В'ячеславович Орлов (нар. 30 січня 1989, Кривий Ріг, Українська РСР) — український борець греко-римського стилю, срібний та бронзовий призер чемпіонату Європи, учасник Олімпійських ігор.

## Спортивні результати на міжнародних змаганнях

### Виступи на Олімпійських іграх
| Змагання                    | Збірна  | Вагова категорія                  | Місце |
| --------------------------- | ------- | --------------------------------- | ----- |
| Літні Олімпійські ігри 2012 | Україна | греко-римська боротьба, до 120 кг | 18    |

### Виступи на чемпіонатах Європи
| Змагання                         | Збірна  | Вагова категорія                  | Місце  |
| -------------------------------- | ------- | --------------------------------- | ------ |
| Чемпіонат Європи з боротьби 2012 | Україна | греко-римська боротьба, до 120 кг | Бронза |
| Чемпіонат Європи з боротьби 2013 | Україна | греко-римська боротьба, до 120 кг | Срібло |

### Виступи на інших змаганнях
| Змагання                                                    | Збірна  | Вагова категорія                  | Місце  |
| ----------------------------------------------------------- | ------- | --------------------------------- | ------ |
| Турнір Івана Піддубного 2008                                | Росія   | греко-римська боротьба, до 120 кг | 5      |
| Кубок федерації Азербайджану 2009                           | Росія   | греко-римська боротьба, до 120 кг | Срібло |
| Олімпійський кваліфікаційний турнір з боротьби 2012 (Софія) | Україна | греко-римська боротьба, до 120 кг | Срібло |
| Вогні Москви 2012                                           | Україна | греко-римська боротьба, до 120 кг | Бронза |
| Золотий Гран-прі з боротьби 2013                            | Україна | греко-римська боротьба, до 120 кг | Золото |
| Гран-прі Німеччини з боротьби 2013                          | Україна | греко-римська боротьба, до 120 кг | 10     |
| Кубок Владислава Пітласинські 2014                          | Україна | греко-римська боротьба, до 130 кг | 8      |
| Золотий Гран-прі з боротьби 2014                            | Україна | греко-римська боротьба, до 130 кг | 5      |
| Гран-прі FILA 2015                                          | Україна | греко-римська боротьба, до 130 кг | 12     |